# Svensk Pulverlackteknisk förening
Svensk Pulverlackteknisk förening,  SPF, är en branschorganisation för pulverlackerare i Sverige. Föreningen bildades 1988 och föreningen vill sprida kunskap om pulverlackering och vidareutveckla branschen. Detta sker genom medlemsblad, konferenser, studieresor och utbildningsaktiviteter.
Svensk Pulverlackteknisk Förening består av cirka 130 medlemsföretag varav en del är norska och danska. Typen av medlemsföretag varierar från rena pulverlackerare till leverantörsföretag och köpare av lackerat gods.